# Acanthastrea faviaformis
Acanthastrea faviaformis е вид корал от семейство Mussidae. Видът е световно застрашен, със статут Уязвим.

## Разпространение и местообитание
Разпространен е в Австралия, Джибути, Египет, Еритрея, Йемен, Израел, Индонезия, Йордания, Малайзия, Микронезия, Папуа Нова Гвинея, Саудитска Арабия, Сингапур, Соломонови острови, Сомалия, Судан, Тайланд и Филипини.
Среща се на дълбочина около 10 m.